# Worziany
Worziany (biał. Варзяны, Warziany; ros. Ворзяны, Worziany) – wieś na Białorusi, w obwodzie grodzieńskim, w rejonie ostrowieckim, w sielsowiecie Ryteń, u źródeł rzeki Klewel.

## Historia
W czasach zaborów wieś w gminie Kiemieliszki, w powiecie święciańskim, w guberni wileńskiej Imperium Rosyjskiego.  W 1905 roku liczyła 78 mieszkańców, 392 dziesięciny.
W dwudziestoleciu międzywojennym leżały w Polsce, w województwie wileńskim, w powiecie święciańskim, w gminie Kiemieliszki.
W 1931 w 22 domach zamieszkiwało 115 osób.
Miejscowość należała do parafii rzymskokatolickiej w Kiemieliszkach. Podlegała pod Sąd Grodzki w Święcianach i Okręgowy w Wilnie; właściwy urząd pocztowy mieścił się w Kiemieliszkach.
31 stycznia 1944 w ramach operacji antypartyzanckiej oddział niemiecko-ukraiński zaatakował przebywających w Worzianach żołnierzy 5 Wileńskiej Brygady Armii Krajowej. Dzięki wcześniejszemu rozśrodkowaniu sił Armii Krajowej, Niemcy i Ukraińcy zostali otoczeni przez Polaków i rozbici.
Po II wojnie światowej w granicach Związku Sowieckiego. Od 1991 w niepodległej Białorusi.